# L'Âme des poètes
Pour les articles homonymes, voir Âme (homonymie) et Poète.
Clip vidéo
[vidéo] « Charles Trenet - L'âme des poètes », sur YouTube
[vidéo] « Charles Trenet - L'âme des poètes (film Bouquet de joie) », sur YouTube
[vidéo] « Yvette Giraud - L'âme des poètes », sur YouTube
L'Âme des poètes est une chanson de l'auteur-compositeur-interprète Charles Trenet,, enregistrée en single le 8 janvier 1951 (intégrée à son album Mes grands succès, de 1954), et pour la musique du film Bouquet de joie de Maurice Cam (1951),, un des grands succès de son important répertoire, et un des classiques de la chanson française.  

## Histoire
Au sommet du succès de sa carrière internationale, Charles Trenet écrit et compose cette chanson sur des airs de valse musette de bal musette, en hommage à la postérité des artistes auteurs, compositeurs, chanteurs, et poètes « Longtemps, longtemps, longtemps, après que les poètes ont disparu, leurs chansons courent encore dans les rues, la foule les chante un peu distraite, en ignorant le nom de l'auteur, sans savoir pour qui battait leur cœur... Un jour, peut-être, bien après moi, un jour on chantera, cet air pour bercer un chagrin, ou quelqu'heureux destin... ».
La chanson est un hommage entre autres à sa propre œuvre de poète-auteur-compositeur-interprète, ainsi qu'au poète Max Jacob, ami de Trenet mort en 1944 au camp de Drancy,.
L'enregistrement de 1951 marque l'utilisation par Trénet de l'ondioline (avec son Quartet Ondioline) un instrument électronique précurseur des synthétiseurs, dont le son caractéristique dès l'introduction de la chanson se rapproche des ondes Martenot.

## Adaptations et reprises
Cette chanson est réenregistrée sur de nombreuses compilations de Charles Trenet, et reprise entre autres par Tony Murena, Gigliola Cinquetti, Jean Sablon, Jacqueline François, Yvette Giraud (Grand prix du disque en 1952), Yves Montand, Juliette Gréco, Richard Cocciante, Fabienne Thibeault, Daniel Guichard, Maurane, ou encore Benjamin Biolay...

## Au cinéma
- 1951 : Bouquet de joie, de Maurice Cam, interprétée par Charles Trenet, dans son propre rôle de chanteur de music-hall.